# Markham Bay
Die Markham Bay ist eine 13 km breite Bucht an der Ostküste der westantarktischen James-Ross-Insel. Sie liegt zwischen dem Ekelöf Point und dem Hamilton Point.
Ihr Entdecker ist vermutlich der britische Polarforscher James Clark Ross, der dieses Gebiet während seiner Antarktisexpedition (1839–1843) zwischen 1842 und 1843 erkundete. Der schwedische Polarforscher Otto Nordenskjöld kartierte sie während der Schwedischen Antarktisexpedition (1901–1903) und benannte sie nach dem britischen Geographen und Entdecker Clements Markham (1830–1916), damaliger Präsident der Royal Geographical Society.